# Gurten (Oberösterreich)
Gurten ist eine Gemeinde in Oberösterreich im Bezirk Ried im Innkreis im Innviertel mit 1224 Einwohnern (Stand 1. Jänner 2024). Die Gemeinde liegt im Gerichtsbezirk Ried im Innkreis.

## Geografie
Gurten liegt auf 400 m Höhe im Innviertel. Die Ausdehnung beträgt von Nord nach Süd 5,5 km, von West nach Ost 5,1 km. Die Gesamtfläche beträgt 16,22 km², 22,7 % der Fläche sind bewaldet, 66,3 % der Fläche sind landwirtschaftlich genutzt.

### Gemeindegliederung
Gurten besteht aus den beiden Katastralgemeinden Dorf (649,57 ha) und Gurten (972,79 ha) (Fläche Stand 31. Dezember 2023).
Das Gemeindegebiet umfasst folgende Ortschaften (in Klammern Einwohnerzahl Stand 1. Jänner 2024):
- Baumgarten (20)
- Dorf (46)
- Edt (171) samt Sachsenbuch und Schoppering
- Freiling (61) samt Unterfreiling
- Gurten (707)
- Itzenthal (36)
- Mittermoos (21)
- Oberndorf (39)
- Ranzing (20)
- Reiset (15)
- Schmalzberg (16)
- Schmiedhof (21)
- Wagnerberg (51)

### Nachbargemeinden
|                          | St. Georgen bei Obernberg am Inn            | Weilbach  |
| Geinberg                 | Kompassrose, die auf Nachbargemeinden zeigt | Eitzing   |
| Polling im Innkreis (BR) | Kirchheim im Innkreis                       | Wippenham |

## Geschichte
Der Ort ist als lateinisch ad curtina („beim kleinen Hof“) in einem Passauer Urbarium im 12. Jahrhundert erwähnt und gehörte zum Bistum Passau. Das Gemeindegebiet von Gurten war bis 1848 in seiner Gesamtheit ein Teil der Herrschaft Katzenberg; diese gehörte zunächst dem 1525 ausgestorbenen Geschlecht der Mautner (siehe Abschnitt „Gemeindewappen“), dann den Grafen von Schwarzenstein und von 1599 bis 1848 den Grafen von Tauffkirchen.
Bis 1779 war der Ort Gurten bayrisch und kam nach dem Frieden von Teschen mit dem Innviertel (damals „Innbaiern“) zu Österreich. Während der Napoleonischen Kriege wieder kurz bayrisch, gehört er seit 1816 endgültig zu Österreich ob der Enns.
Nach dem Anschluss Österreichs an das Deutsche Reich am 13. März 1938 gehörte der Ort zum Gau Oberdonau. 1945 erfolgte die Wiederherstellung Oberösterreichs.

### Einwohnerentwicklung
1991 hatte die Gemeinde laut Volkszählung 1.143 Einwohner, 2001 dann 1.228 Einwohner. Die Bevölkerungszahl stieg in diesen zehn Jahren an, da sowohl die Geburtenbilanz als auch die Wanderungsbilanz positiv waren. Von 2001 bis 2011 gab es eine starke Abwanderung, die durch die positive Geburtenbilanz nicht mehr aufgehoben werden konnte, sodass die Einwohnerzahl auf 1.187 Personen sank.

## Kultur und Sehenswürdigkeiten
- Siehe auch: Liste der denkmalgeschützten Objekte in Gurten

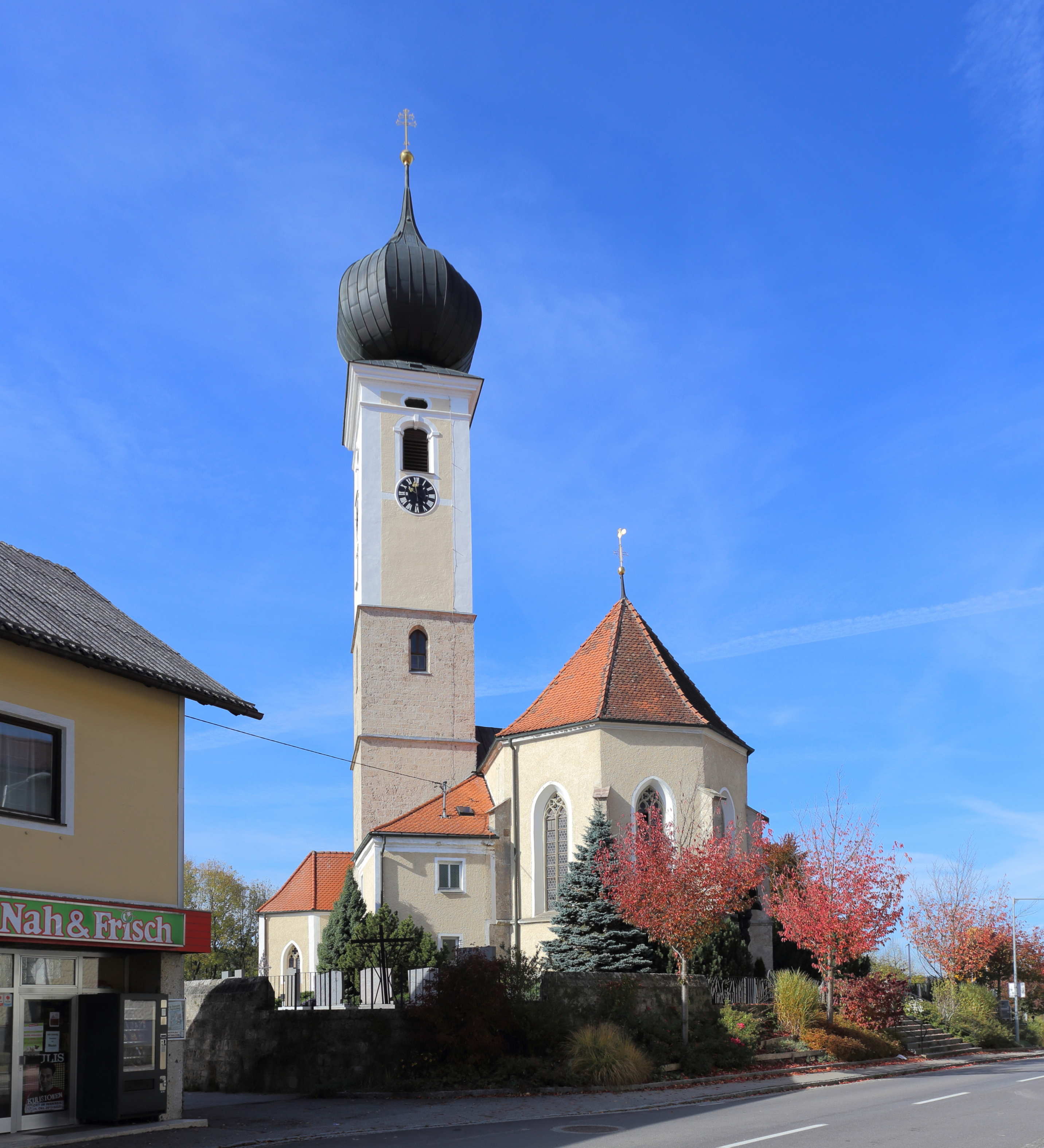
Pfarrkirche Gurten

- Katholische Pfarrkirche Gurten hl. Stephan: Ein gotischer Sakralbau, wobei dem Turm ein barockes Obergeschoß mit einem Zwiebelhelm aufgesetzt wurde. Die Inneneinrichtung stammt teilweise aus den Werkstätten der Schwanthalers.

## Wirtschaft und Infrastruktur
Der größte Arbeitgeber in Gurten ist die Fill Gesellschaft m.b.H., ein international tätiges Sondermaschinen- und Anlagenbauunternehmen für verschiedene Industriebereiche. Die Geschäftstätigkeit umfasst die Bereiche Metall, Kunststoff und Holz für die Automobil-, Luftfahrt-, Windkraft-, Sport- und Bauindustrie, der Betrieb ist besonders für innovative Lösungen und intensive Forschung und Entwicklung bekannt. Der 1966 gegründete Familienbetrieb beschäftigt mehr als 900 Mitarbeiter.

## Politik
Der Gemeinderat hat 13 Mitglieder.

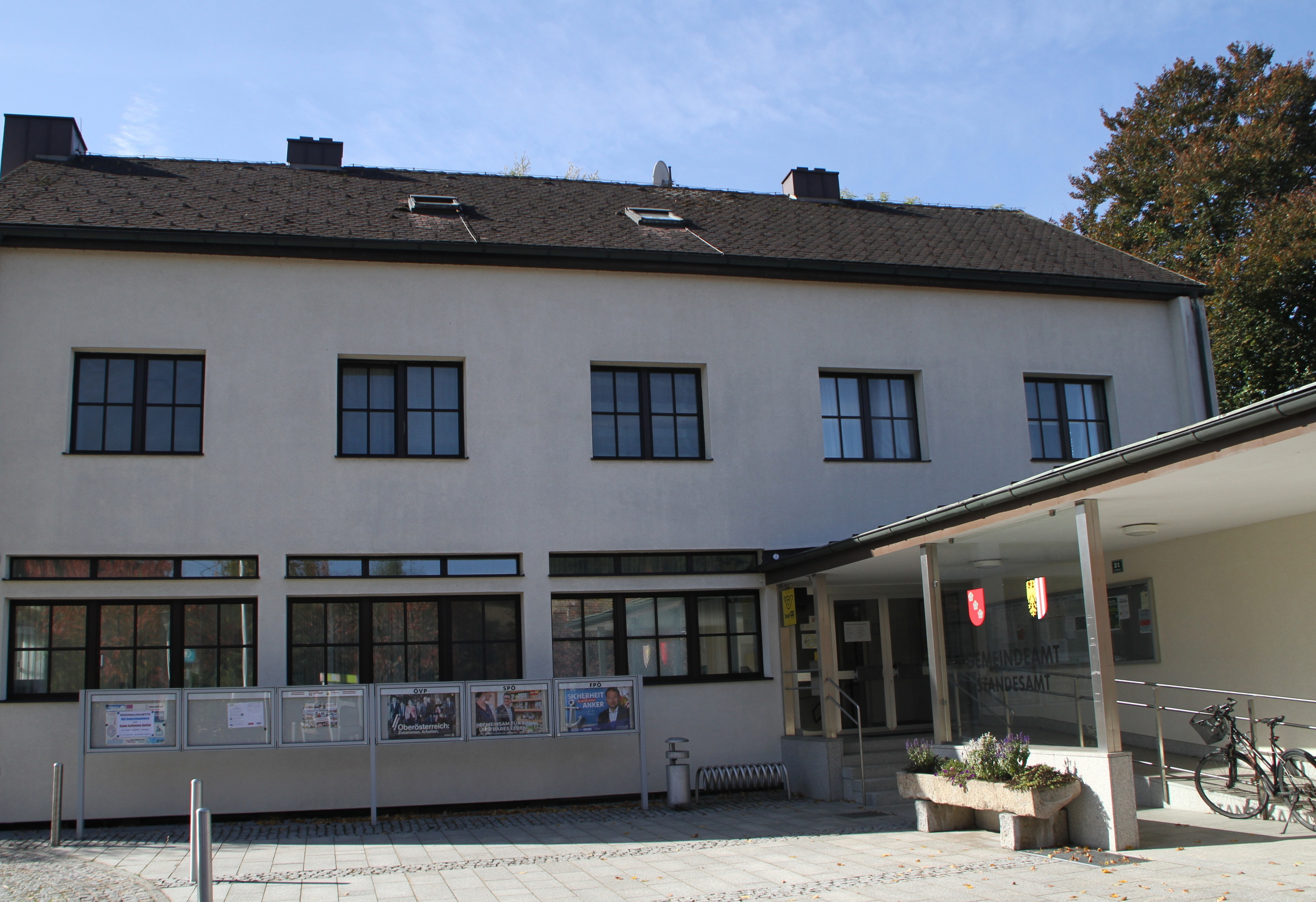
Gemeindeamt Gurten

- Mit den Gemeinderats- und Bürgermeisterwahlen in Oberösterreich 2003 hatte der Gemeinderat folgende Verteilung: 11 ÖVP, 5 SPÖ und 3 FPÖ. (19 Mandate)
- Mit den Gemeinderats- und Bürgermeisterwahlen in Oberösterreich 2009 hatte der Gemeinderat folgende Verteilung: 11 ÖVP, 4 SPÖ und 4 FPÖ. (19 Mandate)
- Mit den Gemeinderats- und Bürgermeisterwahlen in Oberösterreich 2015 hatte der Gemeinderat folgende Verteilung: 6 ÖVP, 4 FPÖ und 3 SPÖ.
- Mit den Gemeinderats- und Bürgermeisterwahlen in Oberösterreich 2021 hat der Gemeinderat folgende Verteilung: 6 ÖVP, 4 SPÖ, 2 FPÖ und 1 MFG.[7][8]

### Bürgermeister
Bürgermeister seit 1849 waren:
- 1849–1858 Martin Schachinger
- 1859–1861 Johann Zechmeister
- 1861–1864 Stefan Mayr
- 1864–1866 Johann Kriegleder
- 1866–1869 Johann Mairleitner
- 1869–1872 Adam Dipplinger
- 1872–1872 Johann Kriegleder
- 1872–1875 Johann Schaurecker
- 1875–1876 Johann Strobl
- 1876–1877 Johann Schaurecker
- 1877–1878 Johann Strobl
- 1878–1878 Michael Hartwagner
- 1878–1879 Karl Wimmer
- 1879–1883 Laurenz Gurtner
- 1883–1886 Kaspar Lengauer
- 1886–1889 Michael Hartwagner
- 1889–1892 Laurenz Auer
- 1892–1895 Josef Weinberger
- 1895–1898 Franz Strasser
- 1898–1901 Michael Gerstberger
- 1901–1904 Laurenz Schmid
- 1904–1907 Michael Wimmer
- 1907–1910 Josef Kasper
- 1910–1913 Johann Dachs
- 1913–1919 Michael Gerstberger
- 1919–1921 Johann Dachs
- 1921–1921 Ferdinand Schönauer
- 1921–1921 Johann Burgstaller
- 1921–1924 Martin Neulentner
- 1924–1929 Josef Gurtner
- 1929–1938 Matthäus Spießberger
- 1938–1938 Franz Dachs
- 1938–1945 Karl Leiner
- 1945–1949 Martin Neulentner
- 1949–1955 Johann Gerstberger
- 1955–1979 Johann Burgstaller
- 1979–2003 Franz Bichler
- 2003–2019 Karl Pumberger-Kasper
- seit 2019 Petra Mies (SPÖ)

### Wappen
Offizielle Beschreibung des Gemeindewappens von Gurten:
„In Rot schräg hintereinander drei silberne, heraldische Rosen.“
Das Gemeindewappen basiert auf dem einstigen Familienwappen der 1525 ausgestorbenen Mautner, die seinerzeit Inhaber der Herrschaft Katzenberg waren. Das Gemeindegebiet von Gurten war bis zur Aufhebung der Erbuntertänigkeit 1848 in seiner Gesamtheit ein Teil dieser Herrschaft.
Die Gemeindefarben sind Rot-Weiß.

## Persönlichkeiten

### Söhne und Töchter der Gemeinde
- Georg Schachinger (1843–1925), Geistlicher, Mitglied des Abgeordnetenhauses 1897–1914[10]
- Norbert Schachinger (1854–1922), Abt von Schlägl und Generalabt der Prämonstratenser
- Michael Gerstberger (1867–1931), Landwirt und Politiker, Ehrenbürger von Gurten
- Ludwig Kasper (1893–1945), Bildhauer. 1912–1925 Studium an der Kunstakademie München, ab 1933 in Berlin Teil der regimekritischen Ateliergemeinschaft Klosterstraße. 1945 Rückkehr nach Oberösterreich und Tod. Grab in Gurten.
- August Daxberger (1913–1996), „Trachtenpfarrer“ und Mundartdichter. Pfarrer in Aschach an der Donau, Grab in Gurten.
- Gottfried Glechner (1916–2004), Dialektforscher und Schriftsteller
- Berthold Mayr (1925–2015), römisch-katholischer Theologe, Historiker, Germanist, Pädagoge und Medienpfarrer
- Josef Penninger (* 1964), Genetiker und von 2003 bis 2018 wissenschaftlicher Direktor am IMBA in Wien
- Michael Bauböck (* 1989), Spitzenkoch

### Personen mit Bezug zur Gemeinde
- Josef Fill (* 16. Juli 1939 in Afing, Südtirol) ist ein österreichischer Unternehmer und Politiker (ÖVP) im Ruhestand. Er war von 2000 bis 2004 Landesrat in der oberösterreichischen Landesregierung.
- Alois Furtner (* 4. Mai 1949 in Ried im Innkreis), Bergsteiger, Abenteurer  und Fotograf, lebt in Gurten